# بيلي ميتشيل (عازف جاز)
بيلي ميتشيل (بالإنجليزية: Billy Mitchell)‏ هو عازف جاز أمريكي، ولد في 23 نوفمبر 1943 في تاريتاون في الولايات المتحدة.

## وصلات خارجية
- الموقع الرسمي
- بيلي ميتشيل على موقع ميوزك برينز (الإنجليزية)
- بيلي ميتشيل على موقع ديسكوغز (الإنجليزية)